# Takuto Koyama
Takuto Koyama (født 27. december 1982) er en tidligere japansk fodboldspiller.
Han har spillet for flere forskellige klubber i sin karriere, herunder JEF United Ichihara og Tokushima Vortis.